# Едуар Мортьє
Адольф Едуар Казимир Жозеф Мортьє (фр. Adolphe Édouard Casimir Joseph Mortier, *13 лютого 1768 —†28 липня 1835) — французький військовий та політичний діяч, прем'єр-міністр 1834 року, маршал, пер Франції, герцог Тревізький.

## Життєпис
Народився 1768 року у м. Ле-Като-Камбрезі. Син Шарля Мортьє, депутата Генеральних штатів, та Марії-Ганни Боннер. Замолоду обрав собі кар'єру військового. На початку Французької революції очолив 1-й батальйон добровольців Півночі. 1791 року отримує звання лейтенанта. У 1792—1793 роках був у Північній, Рейнській арміях, відзначився у битвах при К'єврені (сучасна південна Бельгія), Жеммапе, Неєрвіндені, Селлемберзі, Ондшооті. Також проявив звитягу під час захоплення міст Монс, Брюссель, Левен, Флерюс.
У 1794 році воював спочатку під командуванням генерала Клебера, потім Марсо у Рейнській армії. У 1796 році командував авангардом Самбро-Мааської армії на чолі із Лефевром. Відзначився у битвах при Альтенкірхен й Фрідберзі. Завоював низку міст уздовж Рейну, 30 грудня йому здався Майнц. У 1799 році отримав звання бригадного генерала. Того ж року стає дивізійним генералом.
На чолі 4-ї дивізії Гельветської армії у 1799 році воював у Швейцарії, зайняв Цюрих. Потім був підпорядкований Массені. Після цього воював при Граубюндені. У 1800 отримав командування 15 та 16 дивізії, що знаходилися у Парижі. У 1803 році Бонапарт надіслав Мортьє з 14 тисячами вояків захопити Ганноверське курфюрство. Перемігши супротивника, Мортьє змусив укласти Ганновер союз з Францією. За це Едуард Мортьє став одним з командирів Консульської гвардії.
Після оголошення Франції імперією у 1804 році стає маршалом й отримує Великого Орла Ордену Почесного легіону. У 1805 році командує піхотою Імператорської гвардії. Мортьє відзначився у битвах при Ульмі та Дюрренштейні. У 1806 році захопив Ганновер та Кассель. У 1807 році розбив шведів при Анкламі й здобув блискучу перемогу при Фрідланді. За цю звитягу Наполеон I нагородив Мортьє титулом герцога Тревізького та 100 тисячами франків ренти. Водночас стає військовим губернатором Сілезії.
З початком у 1808 році війни в Іспанії Мортьє стає командиром 5-го корпусу, бере участь в облозі Сарагоси. 18 листопада 1809 року з 30 тисячами вояків завдає поразки 60-тисячній армії іспанців при Оканья поблизу Толедо. Згодом очолює облогу Кадіса. 19 лютого 1811 року перемагає іспанців у битві при Геборі.
У військовій кампанії 1812 року проти Росії Мортьє командував Молодою гвардією. Після захоплення Москви Наполеон призначає його генерал-губернатором міста. При відступити здійснив спробу підірвати Кремль. Надалі вів оборонні бої. Очолював ар'єргард при переправі через Березіну. Після повернення до Франції почав збирати війська до нової військової кампанії. Зміг зібрати значні сили у Франкфурті-на-Майні. Відважно воював у битвах при Люцені, Бауцені, Дрездені, Вахау, Лепцизі та Ханау. Також самовіддано вів себе у кампанії 1814 року. Зокрема, до останнього захищав передмістя Сен-Дені у Парижі.
Після реставрації Бурбонів у 1815 році переходить на службу до короля Людовика XVIII. Призначається губернатором Лілля, стає пером Франції. Втім під час Ста днів Наполеона Бонапарта підтримав останнього. Брав участь у військовій кампанії 1815 року, проте не брав участі у битві при Ватерлоо. За підтримку Бонапарта після остаточної поразки останнього, Мортьє був позбавлений звання пера Франції.
У 1816 році призначається військовим губернатором Руана. Того ж року обирається до Палати депутатів. У 1819 році відновлений у званні пера Франції. у 1822 році обирається мером Ла-Ке-ан-Брі. У 1829 році стає кавалером Ордену Святого Духу. У 1830 році після Липневої революції стає великим канцлером Ордену Почесного легіону. Того ж року призначається послом Франції у Росії. У 1831 році повернувся на батьківщину. У 1834 році стає прем'єр-міністром (після Юга-Бернара Маре) та міністром оборони. Але через декілька місяців через хвороби йде у відставку. Загинув 28 липня 1835 року під час замаху на короля Луї-Філіпа I.

## Родина
Дружина — Єва-Ганна Ґимменс (1779—1855)
Діти:
- Кароліна (1800—1842), маркіза Римуні
- Наполеон (1804—1869), 2-й герцог Тревізький
- Софі Мальвіна Жозефіна (1803—1883), графиня Беллозан
- Стефані Єва (1814—1831), графиня Гудін.
- Едуард (1806—1815)
- Луїза (1811—1831)